# Mus cookii
Mus cookii és una espècie de mamífer rosegador de la família dels múrids. Viu a altituds d'entre 50 i 2.500 msnm a Bangladesh, Bhutan, l'Índia, Laos, Myanmar, el Nepal, Tailàndia, el Vietnam i la Xina. El seu hàbitat natural són els boscos primaris i secundaris de molts tipus diferents. És una espècie en risc mínim, és a dir, no sembla que hi hagi cap amenaça significativa per a la seva supervivència. L'espècie fou anomenada en honor de J. Pemberton Cook.